# Batracomorphus coriaceus
Batracomorphus coriaceus är en insektsart som beskrevs av Walker 1870. Batracomorphus coriaceus ingår i släktet Batracomorphus och familjen dvärgstritar. Inga underarter finns listade i Catalogue of Life.